# Locris ochracea
Locris ochracea är en insektsart som beskrevs av Henri Schouteden 1901. Locris ochracea ingår i släktet Locris och familjen spottstritar. Inga underarter finns listade i Catalogue of Life.